# Schreikotinga
Der Schreikotinga (Lipaugus vociferans) auch Tiefland-Graupiha ist eine monotypische Art, welche im Amazonas-Regenwald lebt und zur Familie der Schmuckvögel gehört.

## Revier
Das Revier des Schreikotinga ist groß. Manchmal ist ein Revier gruppenweise verteilt. Dann kann es sein, dass manche Vögel Nachbarn sind.

## Rufe
Die Rufe des Schreikotinga beginnen mit ein paar wiu-Geräuschen. Sie enden mit wieiet-wiu Lauten. Die Töne hallen laut durch das ganze Revier, um Rivalen zu zeigen, dass es sein Revier ist, und um Weibchen anzulocken. Mit 116 dB SPL hat der Schreikotinga einen der lautesten Paarungsrufe, der bei Vögeln bekannt ist.

## Gefährdung
Der Schreikotinga ist laut IUCN nicht bedroht oder gefährdet. Trotzdem ist sein Lebensraum, der Amazonas, durch Rodung gefährdet.

## Lebensraum

Lebensraum des Schreikotingas

Der Schreikotinga lebt im Amazonas-Regenwald-Gebiet (Bolivien, Peru, Ecuador, Kolumbien, Venezuela, Guyana, Suriname, Französisch-Guayana und Brasilien) und im Osten von Brasilien. Sein natürliches Habitat sind die Tieflandwälder.

## Größe
Der Schreikotinga wird 25–28 cm lang und weist ein graues Gefieder auf.

## Etymologie und Forschungsgeschichte
Die Erstbeschreibung des Schreikotingas erfolgte 1820 durch Maximilian zu Wied-Neuwied unter dem wissenschaftlichen Namen Muscicapa vociferans. Das Typusexemplar sammelte er bei Fazenda Pindoba nördlich von Caravelas. 1828 führte  Friedrich Boie die für die Wissenschaft neue Gattung Lipaugus ein. Der Begriff leitet sich von λιπαυγης lipaugēs für dunkel, abgedecktes Licht ab könnte und setzt sich aus λειπω leipō für abgewandt und αυγη, αυγη augē, augēs für Brillanz, Helligkeit. Der Artname vociferans hat seinen Ursprung in lateinisch vociferantis, vociferar ‚schreiend, schreien‘ und bildet sich aus lateinisch vox, vocis ‚Stimme‘ und lateinisch ferre ‚tragen‘.